# 梅布爾角
60°41′S 44°40′W / 60.683°S 44.667°W
梅布爾角是南極洲的海岬，位於南奧克尼群島的勞里島北岸，是皮里半島的北端，該海岬在1903年由蘇格蘭的探險隊繪入地圖，現時由南極條約體系管理。